# Prorocy i lekcje
Prorocy i lekcje (ros. Пророки и уроки, Proroki i uroki) – radziecki krótkometrażowy film animowany z 1967 roku. Plakat polityczny, cykl rysunków artysty Borisa Jefimowa. Film został poświęcony 50. rocznicy Wielkiej Socjalistycznej Rewolucji Październikowej. 
Film wchodzi w skład serii płyt DVD Animowana propaganda radziecka (cz. 3: Kapitalistyczne rekiny).
Wszystkie obrazy są przedstawione w przemyślany sposób w tej samej kolejności: najpierw pokazano kapitalistyczne przewidywania, następnie pojawia się olbrzymi radziecki kowal uderzający potężnym młotem, a następnie sukcesy Związku Radzieckiego. Poszczególne obrazy to radziecka rewolucja, wojna domowa, plany pięcioletnie, II wojna światowa, odbudowa po wojnie i radziecki program kosmiczny.

## Animatorzy
Oleg Safronow, Faina Jepifanowa, Dmitrij Anpiłow, Mstisław Kupracz, Leonid Kajukow, Władimir Krumin